# Atli Barkarson
Atli Barkarson (Akureyri, 19 marzo 2001) è un calciatore islandese, difensore dello Zulte Waregem.

## Biografia
Atli Barkarson nasce il 19 marzo 2001 a Akureyri, una piccola città dell'Islanda settentrionale. Gioca come terzino sinistro, con il numero di maglia 21.

## Carriera

### Club

#### Volsungur
Atli è entrato a far parte del settore giovanile del Völsungur all'età di 11 anni, nel 2012. Dopo 5 anni, nel 2017, viene promosso in prima squadra dove colleziona le sue prime 7 presenze, segnando anche due reti.

#### Norwich City
Il 2 settembre 2017 viene mandato in prestito tra le file delle giovanili del Norwich City U19.

#### Fredrikstad
Nell'agosto 2019, dopo qualche allenamento con la squadra e la grande voglia di giocare in prima squadra, si trasferisce in Norvegia e gioca in 1. divisjon nel Fredrikstad. Sostituisce l'ex Leonard Getz, recatosi negli Stati Uniti con i Cardinals, squadra della NCAA di Louisville. Sotto la guida di Per-Mathias Høgmo collezionerà solo 3 presenze.

#### Vikingur
Dopo una stagione poco performativa nella seconda divisione norvegese, torna in Islanda con il Vikingur Reykjavik. Qui colleziona 36 presenze e mette a segno una rete, oltre a disputare anche il primo e unico match in Europa League della squadra, uscendo sconfitto 1-2 contro la squadra slovena NK Olimpija Ljubljana.
Con la squadra ha giocato un ruolo chiave e ha disputato tutte le partite della squadra in campionato e coppa, arrivando a vincere il 25 settembre 2021 l'Urvalsdeild, il campionato islandese, all'ultima giornata, giocando tutti i 90 minuti.

#### SonderjyskE
Il 27 gennaio 2022 si trasferisce al club danese SønderjyskE con un contratto fino a giugno 2026. Qui ha ritrovato il compagno di nazionale U21 Kristófer Ingi Kristinsson.

### Nazionale
Atli è stato convocato nella nazionale maggiore per la prima volta nel gennaio 2022 in occasione delle amichevoli con l'Uganda e la Corea del Sud in Turchia. La prima partita, in cui ha giocato per tutta la durata della partita, è terminata 1-1, mentre il 15 gennaio l'Islanda ne uscì sconfitta per 1-5, partita in cui Atli giocò solamente 5 minuti.
La terza presenza la ottenne due mesi dopo, a Murcia, in Spagna. Entrò in campo al 46' con la maglia numero 4 al posto di Hörður Magnússon.

## Statistiche

### Cronologia presenze e reti in nazionale
| Cronologia completa delle presenze e delle reti in nazionale ― Islanda | Cronologia completa delle presenze e delle reti in nazionale ― Islanda | Cronologia completa delle presenze e delle reti in nazionale ― Islanda | Cronologia completa delle presenze e delle reti in nazionale ― Islanda | Cronologia completa delle presenze e delle reti in nazionale ― Islanda | Cronologia completa delle presenze e delle reti in nazionale ― Islanda | Cronologia completa delle presenze e delle reti in nazionale ― Islanda | Cronologia completa delle presenze e delle reti in nazionale ― Islanda |
| Data                                                                   | Città                                                                  | In casa                                                                | Risultato                                                              | Ospiti                                                                 | Competizione                                                           | Reti                                                                   | Note                                                                   |
| ---------------------------------------------------------------------- | ---------------------------------------------------------------------- | ---------------------------------------------------------------------- | ---------------------------------------------------------------------- | ---------------------------------------------------------------------- | ---------------------------------------------------------------------- | ---------------------------------------------------------------------- | ---------------------------------------------------------------------- |
| 12-1-2022                                                              | Antalya                                                                | Islanda                                                                | 1 – 1                                                                  | Uganda                                                                 | Amichevole                                                             | -                                                                      |                                                                        |
| 15-1-2022                                                              | Antalya                                                                | Islanda                                                                | 1 – 5                                                                  | Corea del Sud                                                          | Amichevole                                                             | -                                                                      | 85’                                                                    |
| 26-3-2022                                                              | Murcia                                                                 | Finlandia                                                              | 0 – 1                                                                  | Islanda                                                                | Amichevole                                                             | -                                                                      | 46’                                                                    |
| 9-6-2022                                                               | Serravalle                                                             | San Marino                                                             | 0 – 1                                                                  | Islanda                                                                | Amichevole                                                             | -                                                                      |                                                                        |
| Totale                                                                 |                                                                        | Presenze                                                               | 4                                                                      |                                                                        | Reti                                                                   | 0                                                                      |                                                                        |

## Palmarès

### Club

#### Competizioni nazionali
- 1. Division: 1

SønderjyskE: 2023-2024
- Challenger Pro League: 1

Zulte Waregem: 2024-2025